# Everyday (álbum de Winner)
Everyday, estilizado como EVERYD4Y, es el segundo álbum de estudio de la banda surcoreana WINNER, lanzada en abril de 2018, cuatro años después de su debut 2014 S/S. Este es el primer álbum de estudio de WINNER luego de la salida de Nam Taehyun. Se lanzó el 4 de abril de 2018, bajo el sello discográfico YG Entertainment. Al igual que en sus trabajos anteriores, los miembros están acreditados como escritores y compositores principales de todas las canciones. El álbum está disponible en dos diseños diferentes, la versión Día y la versión Noche. La versión Día (coreana) es de un color plateado con la «W» de Winner y el título del álbum, EVERYD4Y. Mientras, que la versión Noche (japonesa) es con fondo negro y una foto grupal (en blanco y negro) en el centro.

## Composición
Los miembros produjeron la mayoría de las canciones junto con productores de la compañía, como Airplay, Millenium, Future Bounce, entre otros. El sencillo principal es «Everyday». Su vídeo musical se lanzó con el álbum el 4 de abril. La canción es descrita como una mezcla de los géneros pop y chill trap, y de letras delicadas. El álbum contiene un total de doce pistas, incluidas dos pistas adicionales de su anterior álbum japonés, las cuales son «Raining» y «Have A Good Day»; también el solo de Mino, «Turn Off The Light», y «La La» que se presentó con anterioridad en los conciertos del EXIT Tour de 2016 en Seúl.

## Lista de canciones
| N.º | Título                                           | Letras                 | Música                         | Arrangement        | Duración |  |
| 1.  | «EVERYDAY»                                       | Yoon, Mino, Hoony      | Yoon, Airplay, Mino            | Airplay            | 3:26     |  |
| 2.  | «AIR»                                            | Yoon, Mino, Hoony      | Yoon, Airplay                  | Airplay            | 3:45     |  |
| 3.  | «HELLO» (여보세요)                               | Mino, Hoony, Millenium | Mino, Millenium                | Millenium          | 3:47     |  |
| 4.  | «TURN OFF THE LIGHT» (Mino Solo; 손만 잡고 자자) | Mino                   | Mino, Future Bounce            | Future Bounce      | 3:17     |  |
| 5.  | «LA LA»                                          | Yoon, Mino, Hoony      | Yoon, Kang Uk-Jin              | Kang Uk-Jin        | 3:36     |  |
| 6.  | «FOR» (애 걔)                                    | Yoon, Mino, Hoony      | Yoon, Kang Uk-Jin, Diggy, Mino | Kang Uk-Jin, Diggy | 3:18     |  |
| 7.  | «WE WERE» (예뻤더라)                             | Yoon, Mino, Hoony      | Yoon, Airplay                  | Airplay            | 3:55     |  |
| 8.  | «LUXURY» (사치)                                  | Yoon, Mino, Hoony      | Yoon, Kang Uk-Jin, Diggy       | Kang Uk-Jin, Diggy | 3:23     |  |
| 9.  | «MOVIE STAR»                                     | Yoon, Mino, Hoony      | Yoon, Airplay                  | Airplay            | 3:17     |  |
| 10. | «SPECIAL NIGHT»                                  | Hoony, Mino            | Hoony, Airplay, Yoon           | Airplay            | 3:45     |  |
| 11. | «RAINING» (Korean Version)                       | Hoony, Mino            | Hoony, Kang Uk-Jin             | Kang Uk-Jin        | 3:42     |  |
| 12. | «HAVE A GOOD DAY» (Korean Version)               | Mino, Hoony            | Mino, Kang Uk-Jin, Yoon        | Kang Uk-Jin        | 3:45     |  |

## Listas musicales
| Lista                    | Posición | Ref   |
| ------------------------ | -------- | ----- |
| Gaon South Korean Albums | 1        | [ 6 ] |
| Billboard World Albums   | 6        | [ 7 ] |

| Lista                     | Posición | Ref    |
| ------------------------- | -------- | ------ |
| Weekly Digital Chart      | 2        | [ 8 ]  |
| Weekly Downloand Chart    | 1        | [ 9 ]  |
| Weekly Streaming Chart    | 5        | [ 10 ] |
| Billboard Korea K-Pop 100 | 3        | [ 11 ] |

## Lanzamiento
| Región        | Fecha              | Formato     | Sello            |
| ------------- | ------------------ | ----------- | ---------------- |
| Corea del Sur | 4 de abril de 2018 | CD, Digital | YG Entertainment |
| Mundial       | 4 de abril de 2018 | Digital     | YG Entertainment |

### Programas de música
| Programa                     | Fecha               |
| ---------------------------- | ------------------- |
| MCountdown (Mnet)            | 12 de abril de 2018 |
| Show! Music Core (MBC Music) | 14 de abril de 2018 |
| Inkigayo (SBS)               | 15 de abril de 2018 |